# Xã Boonslick, Quận Howard, Missouri
Xã Boonslick (tiếng Anh: Boonslick Township) là một xã thuộc quận Howard, tiểu bang Missouri, Hoa Kỳ. Năm 2010, dân số của xã này là 521 người.